# Comte de Campobasso
Nicola Pietravalle di Monforte en français Nicolas Pietravalle de Montfort, (né en 1415 à Naples - mort en 1478 à Padoue), connu sous le nom de Comte de Campobasso était un condottiere napolitain du XVe siècle, issu de la maison française de Montfort. Il fut Seigneur de Campobasso, Gambatesa, Serracapriola et de Commercy.

## Biographie
Nicolas di Monforte fait partie de la famille Pietravalle. Famille noble italienne qui se hissa jusqu'au rang jalousé de Vice-roi d'Italie. C'est à la suite d'un mélange subtil entre la famille Monfort et la famille Pietravalle qu'une branche de nobles utilisant principalement le nom "Monfort" plutôt que "Pietravalle" est née. La famille "Pietravalle" toujours existante à l'heure actuelle constitue une famille unique au monde, il s'agit d'un nom singulier. Famille originaire du peuple germanique des Longobards, elle s'est installée et s'est développée dans la région du Molise et plus précisément à Salcito où la Morgia ou "Pierre de la vallée" a donné le nom à la nouvelle dynastie Pietravalle.
Nicola di Monforte, comte de Campobasso, se mit d'abord au service de Charles le Téméraire, duc de Bourgogne, mais abandonna ce prince à la suite d'un affront qu'il en avait reçu. Au siège de Nancy, 1477, il passa du côté de René II, duc de Lorraine, et contribua au gain de la bataille où périt Charles.
En 1473, Nicolas de Montfort, comte de Campobasso, seigneur de Commercy, revend sa seigneurie du Château-Bas au duc de Lorraine René II

## Source
Marie-Nicolas Bouillet  et Alexis Chassang (dir.), « Comte de Campobasso » dans Dictionnaire universel d’histoire et de géographie, 1878 (lire sur Wikisource)